# Narnavirus
Narnavirus — рід одноланцюгових РНК-вірусів царства Orthornavirae, єдиний у родині Narnaviridae, ряді Wolframvirales та у класі Amabiliviricetes. Паразитують на клітинах грибів Rhizopus microsporus.

## Опис
Нарнавіруси не мають справжнього віріону. Вони не мають структурних білків або капсиду. Нарнавіруси мають несегментовані, лінійні, одноланцюгові геноми РНК позитивного спрямування. Геном має одну відкриту рамку зчитування, яка кодує РНК-залежну РНК-полімеразу (RdRp). Геном асоціюється з RdRp у цитоплазмі грибів-господарів і утворює голий рибонуклеопротеїновий комплекс.

## Цикл реплікації
Реплікація вірусу відбувається цитоплазматично за моделлю реплікації вірусу позитивного ланцюга РНК. Вірус виходить з клітини-господаря шляхом переміщення від клітини до клітини.

## Класифікація
Виділяють два види:
- Saccharomyces 20S RNA narnavirus
- Saccharomyces 23S RNA narnavirus